# ستين اولسون
ستين اولسون (8 فبراير 1944 - ) هو لاعب كرة يد السويد. شارك في الألعاب الأولمبية الصيفية 1972.

## وصلات خارجية
- ستين اولسون على موقع أوليمبيديا (الإنجليزية)
- ستين اولسون على موقع اللجنة الأولمبية السويدية (السويدية)